# 小行星5137
小行星5137（5137 Frevert）是一颗绕太阳运转的小行星，为主小行星带小行星。该小行星于1990年11月8日发现。

## 轨道参数
小行星5137的轨道半长轴为2.5635976 UA，离心率为0.071。